# Marija Portugalska, kraljica Kastilje
Marija Portugalska (portugalski: Maria; 9. veljače 1313. – 18. siječnja 1357.) bila je portugalska infanta i kastiljska kraljica – žena kralja Alfonsa XI. Marija je bila dijete kralja Alfonsa V. Portugalskog i njegove supruge Beatricije Kastiljske te tako sestrična svog supruga.
Alfons XI. oženio se Marijom 1328. godine te je par imao sina Petra. Međutim, veza je bila veoma nesretna – kralj nije mario za kraljicu te se posvetio ljubavnici Leonor, koja mu je rodila desetoro djece. Leonor je u potpunosti zamijenila Mariju na dvoru. Godine 1335., Marija se vratila svome ocu.
Nakon što je postala udovica, Marija je dala ubiti Leonor, a sudjelovala je i u pobuni protiv svoga sina Petra.
Marija je preminula 1357. godine, u dobi od 43 godine.